# Mirela Demireva
Mirela Krasimirova Demireva (in bulgaro Мирела Красимирова Демирева?; Sofia, 28 settembre 1989) è un'altista bulgara.
Il suo più importante risultato a livello internazionale è stata la medaglia d'argento ai Giochi olimpici di Rio de Janeiro 2016, alle spalle della spagnola Ruth Beitia. Inoltre ai campionati europei di Amsterdam 2016 ha ottenuto un'altra medaglia d'argento, a pari merito con la lituana Airinė Palšytė e nuovamente dietro la Beitia.

## Progressione

### Salto in alto
| Stagione | Misura | Luogo          | Data      | Rank. Mond. |
| -------- | ------ | -------------- | --------- | ----------- |
| 2018     | 2,00 m | Berlino        | 10-8-2018 |             |
| 2018     | 2,00 m | Stoccolma      | 10-6-2018 |             |
| 2017     | 1,92 m | Londra         | 10-8-2017 |             |
| 2016     | 1,97 m | Stettino       | 18-6-2016 | 4ª          |
| 2015     | 1,94 m | Madrid         | 11-7-2015 | 13ª         |
| 2014     | 1,90 m | Heusden-Zolder | 19-7-2014 | 39ª         |
| 2013     | 1,94 m | Budapest       | 10-7-2013 | 19ª         |
| 2012     | 1,95 m | Lucerna        | 17-7-2012 | 11ª         |
| 2011     | 1,84 m | Halluin        | 29-6-2011 | 126ª        |
| 2009     | 1,86 m | Madrid         | 4-7-2009  | 88ª         |
| 2008     | 1,86 m | Bursa          | 20-7-2008 | 87ª         |
| 2008     | 1,86 m | Bydgoszcz      | 10-7-2008 | 87ª         |
| 2007     | 1,88 m | Sofia          | 10-6-2007 | 70ª         |
| 2006     | 1,86 m | Sofia          | 9-7-2006  | 81ª         |

### Salto in alto indoor
| Stagione | Misura | Luogo         | Data      | Rank. Mond. |
| -------- | ------ | ------------- | --------- | ----------- |
| 2017/18  | 1,95 m | Karlsruhe     | 3-2-2018  |             |
| 2016/17  | 1,80 m | Karlsruhe     | 6-2-2016  |             |
| 2015/16  | 1,92 m | Gand          | 7-2-2015  | 17ª         |
| 2013/14  | 1,92 m | Göteborg      | 2-3-2013  | 13ª         |
| 2012/13  | 1,90 m | Lussemburgo   | 4-2-2012  | 30ª         |
| 2011/12  | 1,85 m | Lussemburgo   | 29-1-2011 | 62ª         |
| 2009/10  | 1,85 m | Dessau-Roßlau | 1-3-2009  | 54ª         |
| 2008/09  | 1,85 m | Sofia         | 3-2-2008  | 67ª         |
| 2007/08  | 1,78 m | Sofia         | 3-2-2007  |             |
| 2006/07  | 1,80 m | Sofia         | 12-2-2006 |             |
| 2006/07  | 1,80 m | Sofia         | 5-2-2006  |             |
| 2005/06  | 1,71 m | Sofia         | 23-1-2005 |             |

## Palmarès
| Anno | Manifestazione    | Sede           | Evento        | Risultato | Prestazione | Note                                     |
| ---- | ----------------- | -------------- | ------------- | --------- | ----------- | ---------------------------------------- |
| 2007 | Europei juniores  | Hengelo        | Salto in alto | Bronzo    | 1,82 m      |                                          |
| 2008 | Mondiali juniores | Bydgoszcz      | Salto in alto | Argento   | 1,86 m      |                                          |
| 2009 | Europei under 23  | Kaunas         | Salto in alto | 7ª        | 1,83 m      |                                          |
| 2011 | Europei under 23  | Ostrava        | Salto in alto | 17ª (q)   | 1,80 m      |                                          |
| 2012 | Europei           | Helsinki       | Salto in alto | 8ª        | 1,92 m      |                                          |
| 2013 | Europei indoor    | Göteborg       | Salto in alto | 7ª        | 1,87 m      |                                          |
| 2013 | Mondiali          | Mosca          | Salto in alto | 25ª (q)   | 1,83 m      |                                          |
| 2014 | Europei           | Zurigo         | Salto in alto | 17ª (q)   | 1,85 m      |                                          |
| 2015 | Europei indoor    | Praga          | Salto in alto | 13ª (q)   | 1,87 m      |                                          |
| 2015 | Mondiali          | Pechino        | Salto in alto | 9ª        | 1,88 m      |                                          |
| 2016 | Europei           | Amsterdam      | Salto in alto | Argento   | 1,96 m      |                                          |
| 2016 | Giochi olimpici   | Rio de Janeiro | Salto in alto | Argento   | 1,97 m      | Miglior prestazione personale            |
| 2017 | Mondiali          | Londra         | Salto in alto | 7ª        | 1,92 m      | Miglior prestazione personale stagionale |
| 2018 | Mondiali indoor   | Birmingham     | Salto in alto | 6ª        | 1,89 m      |                                          |
| 2018 | Europei           | Berlino        | Salto in alto | Argento   | 2,00 m      | Miglior prestazione personale            |
| 2019 | Mondiali          | Doha           | Salto in alto | 10ª       | 1,89 m      |                                          |
| 2021 | Giochi olimpici   | Tokyo          | Salto in alto | 12ª       | 1,93 m      |                                          |
| 2022 | Mondiali indoor   | Belgrado       | Salto in alto | 8ª        | 1,88 m      |                                          |
| 2022 | Europei           | Monaco         | Salto in alto | 9ª        | 1,87 m      |                                          |
| 2024 | Europei           | Roma           | Salto in alto | 4ª        | 1,93 m      | =                                        |
| 2024 | Giochi olimpici   | Parigi         | Salto in alto | 19ª (q)   | 1,88 m      |                                          |